# Enciso
Enciso – gmina w Hiszpanii, w prowincji La Rioja, w La Rioja, o powierzchni 69,69 km². W 2011 roku gmina liczyła 167 mieszkańców.